# William Fitzner

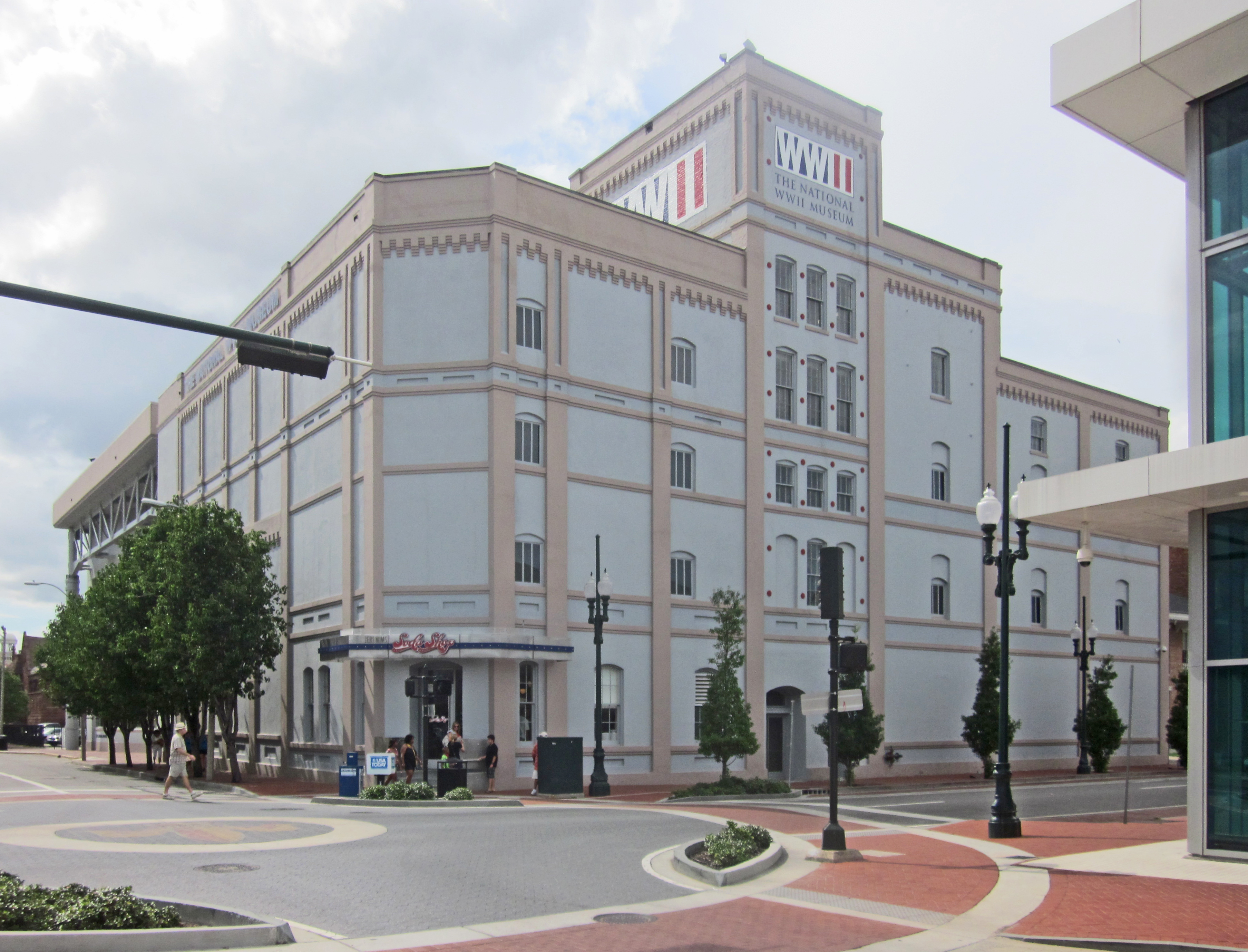
L'ancienne brasserie Weckerling de la Nouvelle-Orléans, conçue par Fitzner en 1888, fait maintenant partie du musée national de la Seconde Guerre mondiale.

William Fitzner (né en 1845 à Schoenlanke à Posen dans le Royaume de Prusse et mort le 17 août 1914 à La Nouvelle-Orléans en Louisiane) était un architecte allemand-américain qui a exercé à la Nouvelle-Orléans, en Louisiane, entre les années 1850 et sa mort. Il était l'un des designers les plus prolifiques de la ville à la fin du 19e siècle et un contributeur majeur à l'expansion de la ville dans les décennies qui ont suivi la guerre de Sécession.

## Carrière

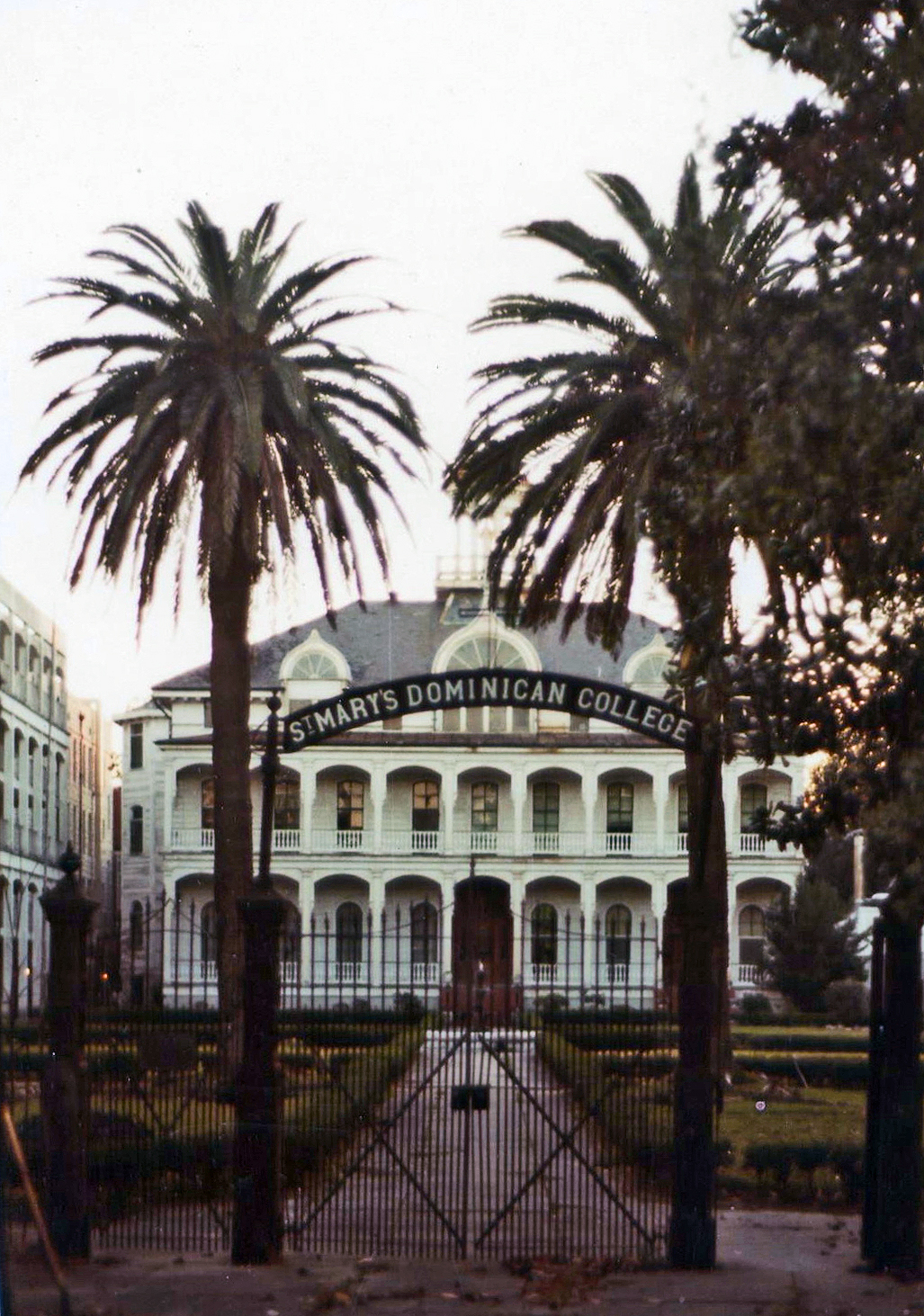
L'ancien couvent dominicain de St-Marie, construit en 1882, fait maintenant partie de l' Université Loyola de la Nouvelle-Orléans.

Fitzner est né en Prusse en 1845 au Grand-Duché de Posen, une région à l'est de Berlin qui fait maintenant partie de la Pologne. Il immigre à la Nouvelle-Orléans en 1859 à l'âge de 14 ans lorsque sa sœur Émilie épouse Charles Hillger (1830-79), également architecte d'origine allemande qui se fera une solide réputation à la Nouvelle-Orléans avant sa mort prématurée. Hillger vivait dans le quartier de la Petite Saxe et avait formé un partenariat avec William Drews (1825-?) Et son frère Gustave, un épicier et charpentier. Les trois y ont vécu dans la même maison avec leurs familles jusqu'au mariage de Hillger avec la sœur de Fitzner juste avant la guerre civile,.
Hillger a eu une carrière réussie avant et après la guerre civile, au cours de laquelle il a apparemment quitté la Nouvelle-Orléans, tout comme Fitzner, bien que l'endroit où ils se soient tous rendus entre-temps reste une question ouverte; il a été supposé que Fitzner est allé au Texas, où une autre de ses sœurs, Anna, a vécu. Fitzer a fait son apprentissage chez Hillger et a travaillé comme dessinateur dans le bureau de l'arpenteur de la ville, W.H. Bell, au début des années 1870. Il a finalement reçu sa première commande indépendante en 1868, et est devenu connu pour son utilisation généralisée du style italianisant, avec une exubérance approchant une sorte de renouveau baroque. Il était un architecte préféré au sein de la communauté allemande grandissante et en dehors de celle-ci dans les dernières décennies du 19e siècle, et a remporté des commandes pour des types de bâtiments très variés,.
Plus important encore, Fitzner est devenu connu pour ses brasseries, un type de bâtiment souvent associé aux communautés allemandes à travers les États-Unis, en particulier dans le nord-est et le Midwest dans les villes tels que Pittsburgh, Philadelphie, Milwaukee et Cincinnati. Mais la ville de la Nouvelle-Orléans avait sa propre communauté allemande très bien établie et une foule de sociétés de brassage qui se sont développées pendant la reconstruction et l' âge d'or. Fitzner a conçu et construit la Louisiana Brewing Company au coin de l'Avenue Jackson Avenue et la rue Tchoupitoulas en 1882, puis a suivi avec des commandes pour la Société des brasseurs Weckerling  (1888; maintenant une partie du National World War II Museum), la Société des brasseurs Lafayette (1889), et la Société des brasseurs Standard sur la rue Johnson dans les années 1890. Il a également conçu des banques, des filatures de coton, des usines, des entrepôts, des quincailleries, le couvent dominicain Sainte-Marie sur l' avenue Saint-Charles près de l'avenue Carrollton, et aussi des églises. En 1883, il est classé troisième dans la compétition pour concevoir les bâtiments pour l'Exposition centenaire de l'industrie et le coton du monde, la Exposition universelle 1884-1885, tenue au Parc Audubon; la commission a été décernée au gagnant, RM Torgerson de Meridian, Mississippi,,.

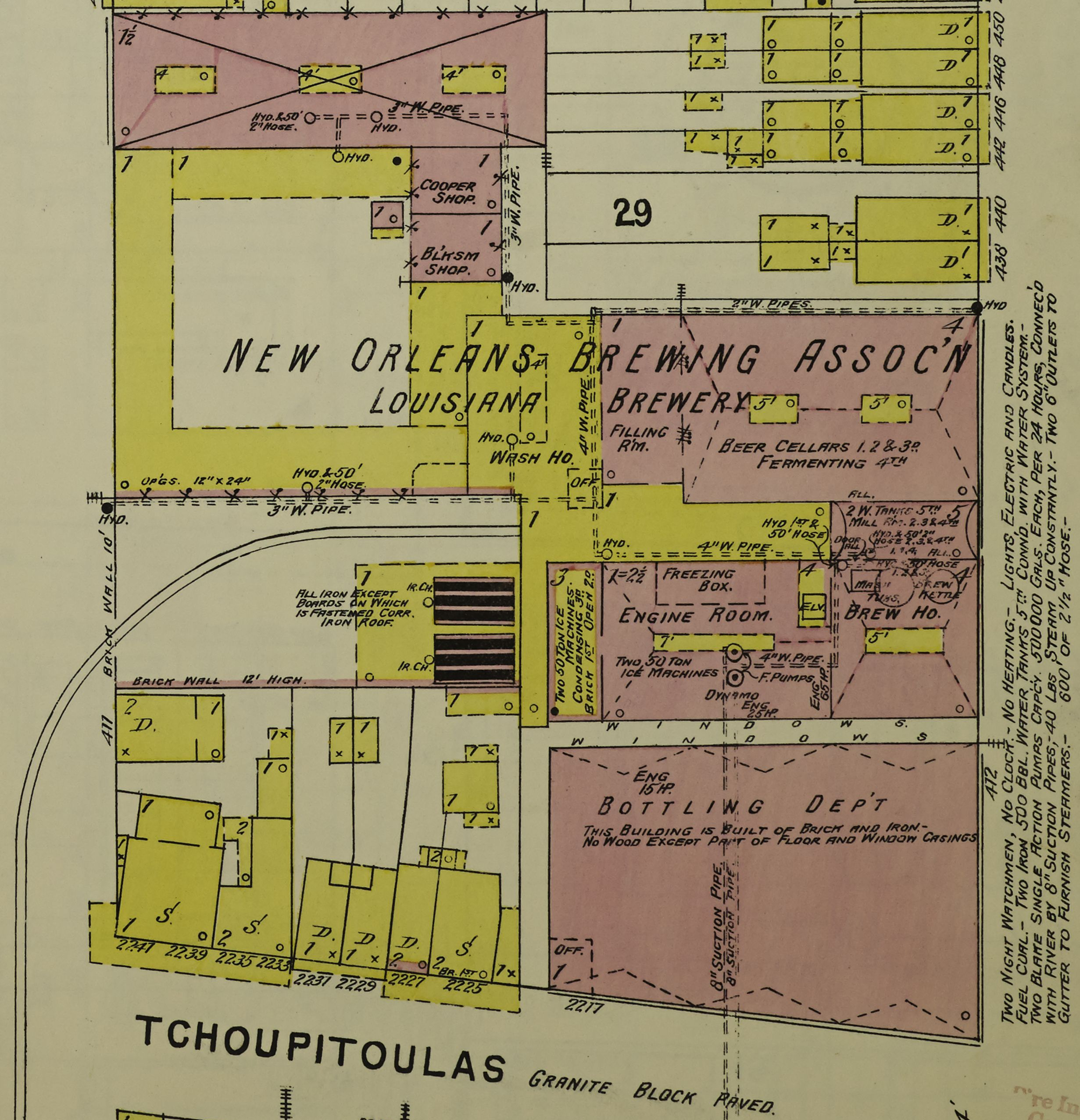
Cette carte d'assurance-incendie Sanborn de 1896 montre les bâtiments de la Société des brasseurs Louisiana (Louisiana Brewery Company), dont l'usine a été conçue par Fitzner en 1882.

Fitzner est également devenu connu pour ses nombreuses demeures et villas bien aménagées pour les clients fortunés dans le Garden District de Uptown New Orleans et ailleurs dans la ville, dont beaucoup ont survécu et sont toujours utilisées comme résidences privées à la mode, bien que certaines aient été modifiées et mises à jour. significativement depuis leur construction,. Il est devenu compétent dans un éventail de styles différents, en utilisant, par exemple, l' esthétique pittoresque de la reine Anne pour la maison Anders Ugland au 1335 rue Calhoun dans le quartier de Blytheville en 1896. Fitzner lui-même, cependant, a vécu modestement pendant plus de quarante ans dans une maison de fusil de chasse dans le quartier de Lafayette City (maintenant une partie du Garden District), à quelques pas de maisons de l'atelier de menuiserie Hillger-Drews. En 1902, son bureau était situé au deuxième étage du 215, rue Carondelet, dans le centre-ville, tout près de la bourse du coton,.
Cependant, Fitzner n'était pas aimé de tout le monde. En juillet 1886, il entra dans un différend contractuel avec l'un de ses superviseurs de la construction, Charles Kehl, sur un chantier de construction sur Fulton Street à la Nouvelle-Orléans. Au cours de leur dispute, Kehl a soudainement sorti un pistolet et a tiré sur Fitzner, qui s'est échappé dans un tramway et a commencé à recevoir des soins médicaux au cabinet d'un médecin, puis à l'hôpital de la Charité, où la balle a été retirée du dos de Fitzner. Kehl a été bientôt arrêté.
Fitzner est mort en août 1914, peu de temps après le déclenchement de la Première Guerre mondiale en Europe. Il est enterré au cimetière de Greenwood à la Nouvelle-Orléans. Malheureusement, la réputation de Fitzner n'a pas toujours été largement connue au 20e siècle, même par ses descendants, dont l'un en 1984 a rapporté qu'il savait seulement que son grand-père avait construit quelques structures à la Nouvelle-Orléans de nombreuses années auparavant.

## Vie privée
Fitzner s'est marié trois fois. Sa première épouse était Salomea Schutterle, décédée en 1872 peu de temps après avoir donné naissance à l'aîné de Fitzner. Fitzner a épousé Caroline Hoppemeyer, également allemande, en 1873, lorsqu'ils ont emménagé dans leur résidence de Philip Street. À sa mort, il était marié à sa troisième femme, Anna Blattner, vivant dans la maison des fusils de chasse avec elle et plusieurs filles, ainsi que sa belle-mère, qui avait la moitié de la maison pour elle-même,.
Les adhésions politiques et religieuses de Fitzner sont inconnues encore. Originaire de la Prusse, il n'était probablement pas catholique. Il appartenait à la loge de l'Union maçonnique germanique no. 12.

## Liste partielle des bâtiments

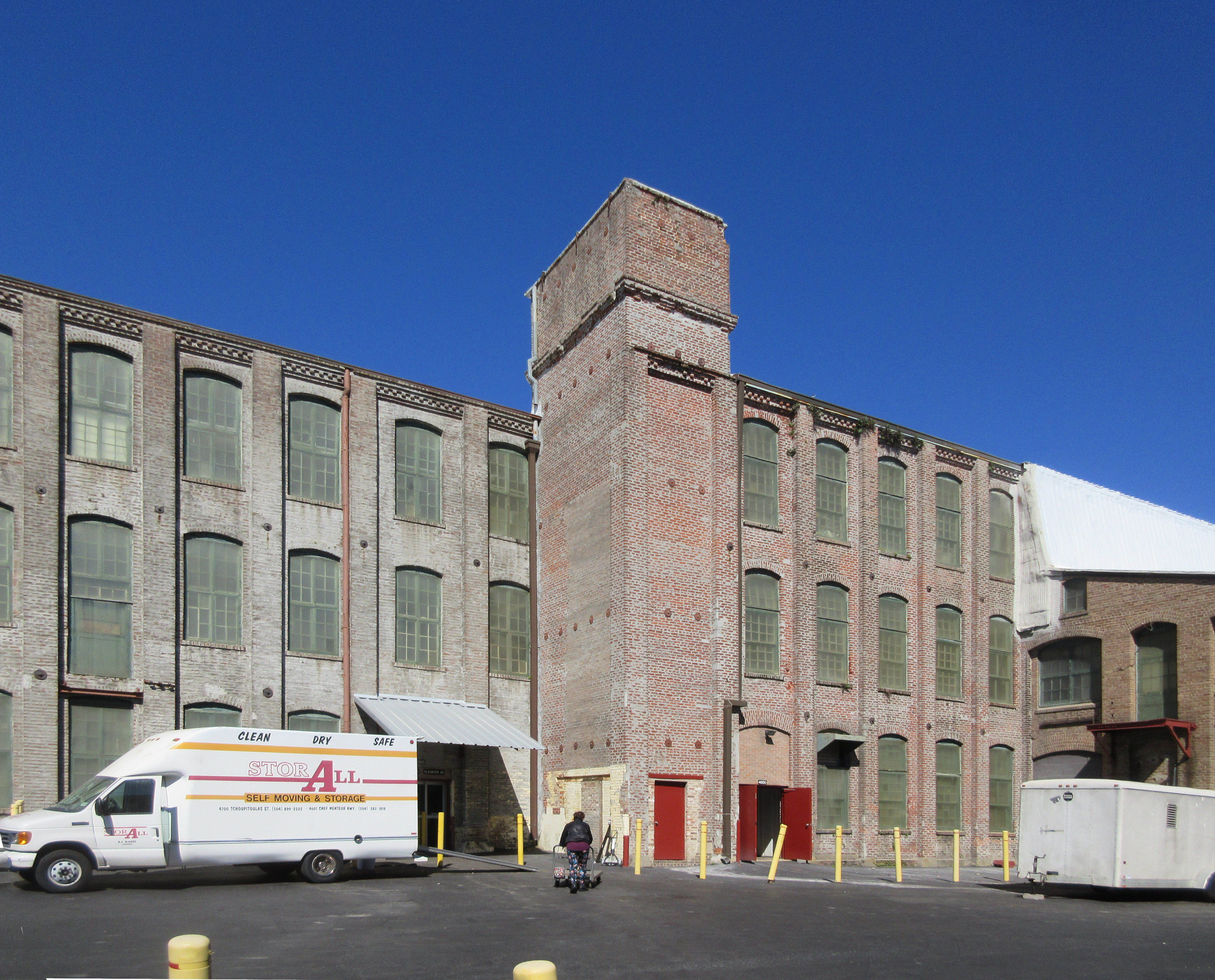
Fitzner a agrandi le complexe Lane Cotton Mills à deux reprises du début au milieu des années 1880.

Tous à la Nouvelle-Orléans, sauf indication contraire.
- Maison du Dr John Carter, 1879, 1136, rue Second
- Magasin de quincaillerie Rice, Born & Company (démoli), ca. 1880, rue Lower Camp
- Lane Cotton Mill n ° 2, 1881, 4610 rue Tchoupitoulas
- Couvent dominicain Sainte-Marie, 1882, 7214 avenue Saint-Charles
- Louisiana Brewing Company (démolie), 1882, Jackson Avenue at Tchoupitoulas Street
- Église méthodiste de l'avenue Louisiane, 1883
- Immeuble de bureaux H. Abraham & Son (démoli), 1881, 833 rue Gravier [20]
- Maison Hattie Thorn, 1883, 1435, avenue Jackson
- Maison Simon Gumble, 1883, 2322 rue Prytania
- Crescent Jute Manufacturing Company, 1883, 2800 rue Chartres
- Lane Cotton Mill n ° 1 (extension), 1883
- Weckerling Brewing Company, 1888, rue Magazine à Howard Avenue
- Lafayette Brewing Company (démolie), 1889, Lafayette Street at Tchoupitoulas Street
- Standard Brewing Company (démolie), ca. 1895-1900, rue Johnson
- Maison Anders Ugland, 1896, 1335 rue Calhoun
- Bâtiment de sécurité et prêt, 1900, 604-6 State Street
- Entrepôt (démoli), 1903, 200 rue Girod [21]